# Barybaena
Barybaena es un género de escarabajos de la familia Chrysomelidae. En 1848 Lacordaire describió el género. Contiene las siguientes especies:
- Barybaena bicoloripes Medvedev, 1992
- Barybaena bryanti Medvedev & Regalin, 1998
- Barybaena fulvipes Medvedev, 1993
- Barybaena gracilis Medvedev, 1993
- Barybaena minuta Medvedev & Regalin, 1998
- Barybaena orangensis Erber & Medvedev, 2003
- Barybaena somaliensis Erber & Medvedev, 2003
- Barybaena tibialis Erber & Medvedev, 2003
- Barybaena transvaalica Medvedev, 1993